# Философов, Алексей Илларионович
Алексей Илларионович Философов (26 января [6 февраля] 1800 — 18 [30] октября 1874) — русский военный, генерал-адъютант, генерал от артиллерии из рода Философовых. Известен как воспитатель младших сыновей Николая I.

## Биография

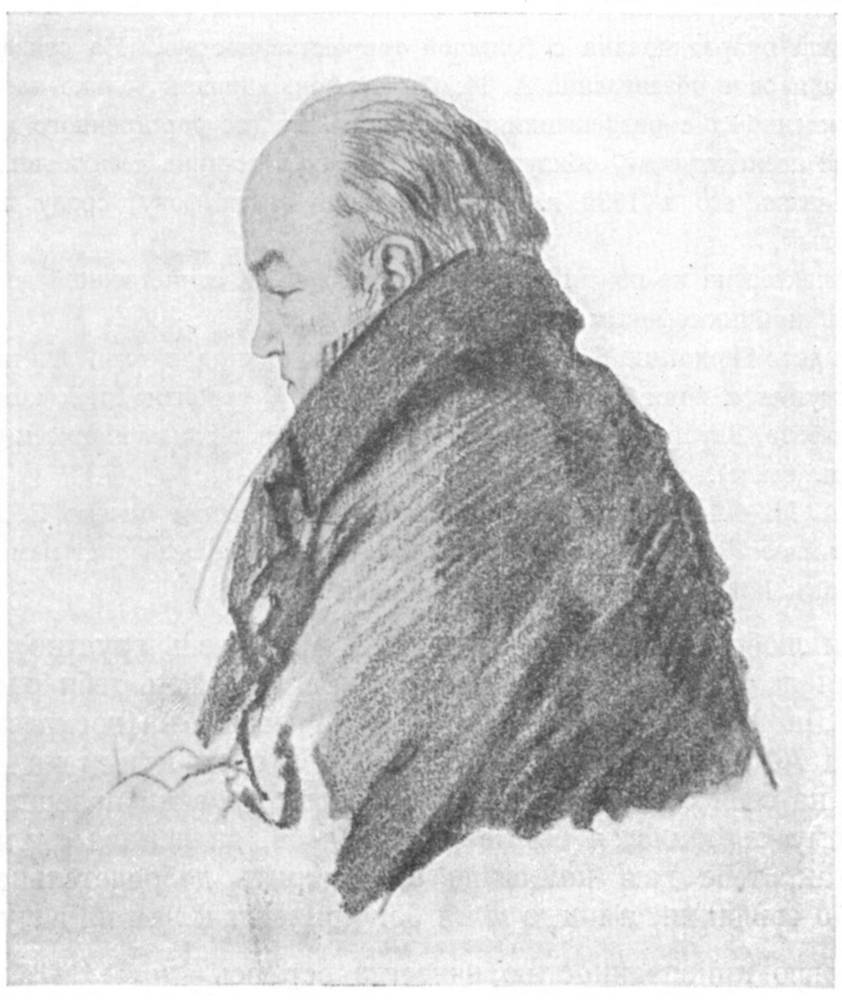
Отец И. Н. Философов на рисунке О. А. Кипренского.

Родился на мызе Загвоздье Новоладожского уезда Санкт-Петербургской губернии, принадлежавшей его отцу, небогатому помещику, отставному инженер-капитану Иллариону Никитичу (1760-е — конец 1830-х). Мать — Пелагея Алексеевна Философова, урождённая Барыкова (1764—?). У него был старший брат Николай (впоследствии генерал-адъютант) и четыре сестры: Наталья, Прасковья, Надежда и Екатерина.
Философовы дружили с семейством знаменитого полярного исследователя и гидрографа Гавриила Андреевича Сарычева, приезжавшим отдыхать в своё имение Борки, расположенное неподалёку. Там же часто навещал брата контр-адмирал Алексей Андреевич Сарычев, с обширным семейством которого Философовы также были близки.
Отец Алексея Илларионовича был знаток и ценитель искусства. На этой почве он весьма близко сошёлся с соседним богатым помещиком и родственником жены — отставным майором Алексеем Романовичем Томиловым, известным меценатом и покровителем русских живописцев: И. К. Айвазовского, О. А. Кипренского, А. О. Орловского, А. Г. Венецианова и многих других. Он высоко ценил художественный вкус И. Н. Философова и охотно прислушивался к его мнению при выборе полотен для своей обширной художественной коллекции. В такой высококультурной среде прошло детство Алексея Илларионовича.
Образование получил в Пажеском корпусе, который успешно окончил в 1818 году. Служил в гвардейской артиллерии, уже в чине штабс-капитана был награждён орденом св. Владимира 4 ст.
С началом войны с Персией, в 1827 году был причислен к действовавшим войскам князя Паскевича, с назначением исполнять обязанности офицера генерального штаба в отряде генерал-майора князя Багратиона. С ним он участвовал в осаде крепости Сардарь-Абада и в осаде и взятии крепости Эривани.
В 1828 году перешел на театр военных действий против Турции и здесь, командуя осадною артиллерией, находился при осаде и взятии Карса, а также при обложении и взятии штурмом крепости Ахалкалаки.
Вслед за тем, с частью осадной артиллерии он был назначен в отряд генерал-майора барона Остен-Сакена, подступил с ним к Ахалциху, и участвуя во многих делах под стенами крепости, действием своих батарей немало способствовал её падению. 15 августа Ахалцих был взят штурмом, и Философов за оказанные отличия был награждён золотой полусаблей с надписью: «за храбрость», чином полковника, персидским орденом Льва и Солнца и вскоре назначен адъютантом к генерал-фельдцейхмейстеру великому князю Михаилу Павловичу.
В 1829 году, состоя в должности помощника начальника артиллерии осадного корпуса, он новыми отличиями ознаменовал своё участие в осаде и взятии крепости Силистрии войсками Дибича, причём при одной из вылазок неприятеля был ранен ружейной пулей в бровь и скулу. Награждённый за мужественное участие в турецкой кампании орденами св. Георгия 4 ст. и св. Владимира 3 ст., вернулся в Россию.
В следующем году с высочайшего соизволения отправился в Алжир для участия во французской экспедиции против арабов и здесь с отличием находился во многих действиях французских войск генерала Бурмона, получив за участие в экспедиции орден св. Станислава 2 ст. и французский командорский крест Почётного Легиона.

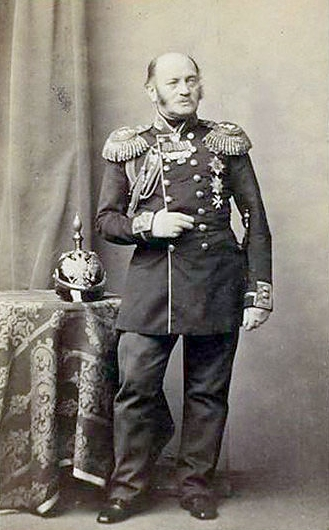
А. И. Философов (1865)

В 1831 году находился на театре военных действий против польских повстанцев. Здесь он участвовал в арьергардных делах гвардейского корпуса при Пржатицах и Рудках, в сражении под Остроленкой и при штурме Варшавы.
Награждённый золотою табакеркой с бриллиантами и знаком отличия за военные достоинства 3 ст., Философов сохранил звание адъютанта великого князя, с производством в генерал-майоры (1836). Боевые заслуги и образование Философова обратили на него внимание Николая I; в 1838 году он был назначен состоять в должности воспитателя при великих князьях Николае и Михаиле Николаевичах, 6 декабря того же года зачислен в свиту его Величества, 1 июля 1842 года произведён в генерал-адъютанты и 25 марта 1847 года — в генерал-лейтенанты.
С 1852 года он состоял при великих князьях в должности попечителя и, не покидая своих высоких обязанностей, с началом Восточной войны 1854 года, заведовал кронштадтской артиллерией и приведением крепости в оборонительное положение, а вслед за тем сопутствовал великим князьям в их поездке к действующим войскам в Кишинев и в Крым. В 1857 году был награждён бриллиантовыми знаками к ордену св. Александра Невского и в 1859 году произведён в генералы от артиллерии.
Последние годы жизни Философова были омрачены его тяжелым финансовым положением. Пытаясь спасти семью от разорения, он обращался к императору с просьбой о выдаче ему ссуды. Скончался в Париже «от удара», тело его было привезено в Россию и похоронено в родовом имении — селе Загвоздье.

## Награды
- Орден Святого Владимира 4-й степени (22 августа 1826)[6]
- Орден Святой Анны 2-й степени (1827); алмазные знаки к ордену (1827)[7]
- Золотая полусабля «За храбрость» (1828)[7]
- Орден Святого Владимира 3-й степени (1829)[7]
- Орден Святого Георгия 4-й степени (1829)[7]
- Орден Святого Станислава 2-й степени (1830)
- Знак отличия за военное достоинство 3-й степени (1831)[7]
- Орден Святого Станислава 1-й степени (1840)[7]
- Знак отличия беспорочной службы за ХХ лет (1840)[7]
- Орден Святой Анны 1-й степени (1843)[8]
- Орден Святого Владимира 2-й степени (1849)[8]
- Знак отличия беспорочной службы за ХХХ лет (1850)[8]
- Орден Белого орла (1850)[8]
- Орден Святого Александра Невского (1857)[8]; алмазные знаки к ордену (1857)[9]
- Знак отличия беспорочной службы за ХL лет (1859)[9]

Иностранные:
- персидский Орден Льва и Солнца 3-й степени (1829)[9]
- французский Орден Почётного легиона 3-й степени (1830)[7]
- прусский Орден Святого Иоанна Иерусалимского (1835)[9]
- баденский Орден Церингенского льва 2-й степени (1836)[7]
- шведский Орден Меча, командорский крест (1838)[9]
- австрийский Орден Леопольда 1-й степени (1851)[9]
- баварский Орден Гражданских заслуг Баварской короны 1-й степени (1852)[9]
- вюртембергский Орден Фридриха 1-й степени (1852, Королевство Вюртемберг)[9]
- сицилийский Орден Святого Януария (1852)[9]
- пармский Орден Святого Людвига[итал.] 1-й степени (1852)[9]
- гессенский Орден Людвига 1-й степени (1852)[9]
- баденский Орден Церингенского льва 1-й степени (1852)[9]
- нидерландский Орден Нидерландского льва 1-й степени (1852)[9]
- прусский Орден Красного орла 1-й степени (1852); бриллиантовые знаки к ордену (1856))[9]
- французский Орден Почётного легиона 2-й степени (1852)[9]
- саксонский Орден Альбрехта 1-й степени (1852)[9]
- ольденбургский Орден Заслуг герцога Петра-Фридриха-Людвига 1-й степени (1852)[9]
- саксен-веймарский Орден Белого сокола 1-й степени (1856)[9]
- сардинский Орден Святых Маврикия и Лазаря 1-й степени (1857)[9]

## Семья

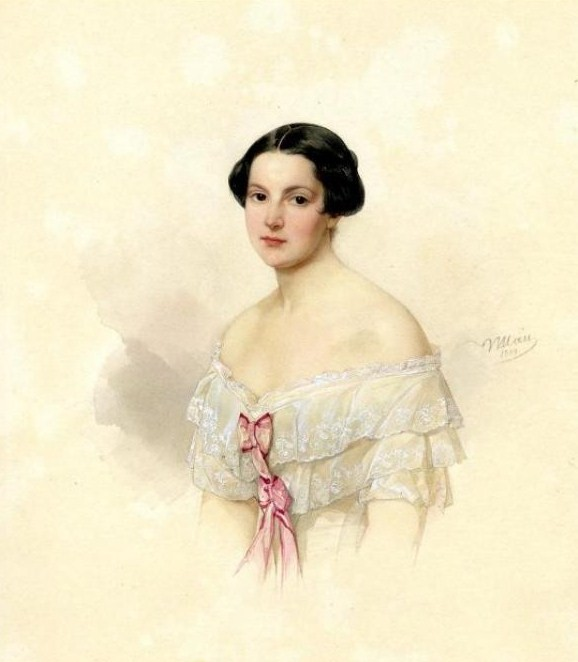
Анна Григорьевна на акварели В. И. Гау (1843)

Жена (с 30 апреля 1834 года) — Анна Григорьевна Столыпина (1815—03.07.1892), дочь пензенского предводителя дворянства Григория Даниловича Столыпина (1773—1829) от брака его с Натальей Алексеевной Арсеньевой (1786—1851). Приходилась двоюродной сестрой матери Лермонтова и была его детской любовью. По словам А. Я. Булгакова, Философова была прелестной особой и большой музыкантшей. Благодаря мужу занимала почетное положение при дворе и в обществе, состояла гофмейстериной двора великой княгини Ольги Федоровны. С 1851 года кавалерственная дама ордена Св. Екатерины (маслого креста). Умерла от рака в Париже и была похоронена на Монмартрском кладбище. В браке имели детей:
- Наталья (29.03.1835—1835)
- Михаил (1836—05.02.1837[13]), умер от коликов в 5 месяцев.
- Дмитрий (1837—1877), генерал-майор, погиб в русско-турецкую войну;
- Николай (1838—1895), художник-любитель, вице-президент Академии художеств;
- Александра (1840—14.05.1915[14]), фрейлина; умерла от апоплексического удара в Париже, похоронена на Монмартрском кладбище.
- Михаил (1841—1906)
- Ольга (1843—до 1911), фрейлина. Ещё будучи при дворе, взяла подростком на воспитание родственницу по отцу — Анну Васильевну Хрунову, урождённую Оде-де-Сион (1870—1951), которая, рано потеряв отца, не смогла принять отчима. Позднее Ольга Александровна переехала вместе с воспитанницей из Санкт-Петербурга в Пензу, в дом своей матери.
- Алексей (1845—07.03.1908), камер-юнкер, умер от воспаления легких в Ментоне, похоронен в Париже.
- Владимир (08.07.1857[15]— ?), крещен 11 августа 1857 года в Придворном соборе при восприемстве великого князя Николая Николаевича и великой княгини Ольги Фёдоровны.